# Everard Endt
Everard Coenraad Endt (Zaandam, 7 april 1893 – onbekend) was een Amerikaans zeiler.
Endt werd geboren in het Nederlandse Zaandam en emigreerde naar de Verenigde Staten en kreeg in oktober 1933 de Amerikaanse nationaliteit.
Endt won in 1952 de gouden olympische medaille in de 6 meter klasse. Endt is de oudste Amerikaanse olympisch kampioen bij het zeilen.

## Olympische Zomerspelen
| Jaar | Plaats   | Resultaten     |
| ---- | -------- | -------------- |
| 1952 | Helsinki | 6 meter klasse |

1908: Charles Crichton / Gilbert Laws / Thomas McMeekin ·
1912: Amédée Thubé / Gaston Thubé / Jacques Thubé
1920 (model 1907): Frédéric Bruynseels / Émile Cornellie / Florimond Cornellie ·
1920 (model 1919): Andreas Brecke / Paal Kaasen / Ingolf Rød ·
1924: Christopher Dahl / Eugen Lunde / Anders Lundgren ·
1928: Erik Anker / Johan Anker / Håkon Bryhn / Olaf van Noorwegen ·
1932: Olle Åkerlund / Åke Bergqvist / Martin Hindorff / Tore Holm ·
1936: Miles Bellville / Christopher Boardman / Russell Harmer / Charles Leaf / Leonard Martin ·
1948: Alfred Loomis / Michael Mooney / James Smith / James Weekes / Herman Whiton ·
1952: Everard Endt / John Morgan / Eric Ridder / Julian Roosevelt / Emelyn Whiton / Herman Whiton